# Konrad Ernst von Goßler

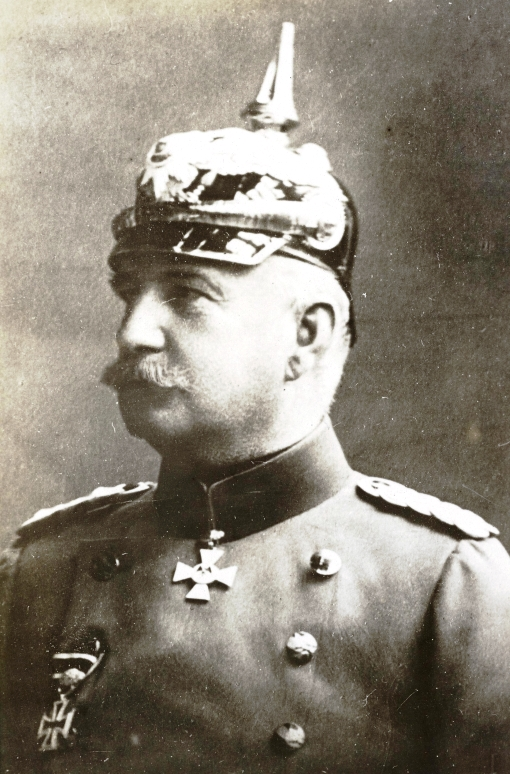
Konrad Ernst von Goßler

Konrad Ernst von Goßler (* 28. Dezember 1848 in Potsdam; † 7. Februar 1933 in Eisenach) war ein preußischer General der Infanterie sowie 1908/10 Gouverneur der Festung Mainz.

## Leben
Konrad Ernst von Goßler entstammte einer Familie, die vermutlich aus Gosel im Egerland stammte und noch vor 1630 nach Gürth (heute Ortsteil von Bad Brambach) eingewandert ist. Er war der Sohn des Kanzlers des Königreichs Preußen Karl Gustav von Goßler (1810–1885), Kronsyndikus und Präsident des Oberlandesgerichts in Königsberg, und dessen Ehefrau Sophie, geborene von Mühler (1816–1877). Sie war eine Tochter des königlich preußischen Staats- und Justizministers Heinrich Gottlob von Mühler (1780–1857). Aus dieser Ehe gingen noch drei weitere Söhne hervor: der königlich preußische Staatsminister und Oberpräsident der Provinz Westpreußen Gustav (1838–1902), der preußische Staats- und Kriegsminister sowie General der Infanterie Heinrich (1841–1927) und der preußische Generalleutnant Wilhelm von Goßler (1850–1928).

### Militärkarriere
Am Königsberger Gymnasium legte Goßler sein Abitur ab und trat am 13. März 1868 als Fahnenjunker in das Garde-Grenadier-Regiment Nr. 2 der Preußischen Armee ein. Nach Ausbildung zum Fähnrich (1869) und Sekondeleutnant (1870) wurde er während des Deutsch-Französischen Krieges dem I. Bataillon „Hamm“ zugeteilt. Am 13. August 1870 ging Goßler, als Sekondeleutnant im 2. Garde-Grenadier-Landwehr-Regiment, bei Selz in der Nähe von Rastatt über den Rhein. Er nahm an der Belagerung von Straßburg teil und verdiente sich für die Abweisung des großen Ausfalls am 2. September 1870 das Eiserne Kreuz II. Klasse. Später nahm er noch an der Belagerung von Paris teil.
Nach dem Krieg war er Adjutant eines Füsilier-Bataillons und wurde 1876 in das 4. Garde-Regiment zu Fuß versetzt. Bis September 1892 stieg zum Bataillonskommandeur im 1. Badischen Leib-Grenadier-Regiment Nr. 109 auf. Am 17. Februar 1894 wurde er unter Versetzung in den Generalstab der Armee mit der Wahrnehmung der Geschäfte des Chefs des Generalstabs des VI. Armee-Korps beauftragt. Am 14. Mai 1894 folgte seine Ernennung zum Chef. Goßler trat am 6. Februar 1897 wieder in den Truppendienst über und kommandierte bis 17. April 1900 das 4. Garde-Regiment zu Fuß. Anschließend zum Generalmajor befördert, wurde er Inspekteur der Infanterieschulen. Zwischen 19. Mai 1903 bis 15. April 1908 war er Kommandeur der 11. Division in Breslau. Von 1908 bis zum geplanten Ende seiner Laufbahn 1910 war er Gouverneur der Festung Mainz. 
Als ihn allerdings am 2. August 1914, dem ersten Mobilmachungstag des Ersten Weltkrieges, abends eine Kabinettsorder mit Ernennung zum Kommandierenden General des VI. Reserve-Korps in Schlesien erreichte, zögerte er nicht, zu den Waffen zurückzukehren. Schlesien war ihm in militärischer Sicht bereits bekannt, da er dort drei Jahre lang Chef des Generalstabes und in Breslau fünf Jahre lang Kommandeur der 11. Division war. 
Am 10. Februar 1917 trat Goßler mit 68 Jahren unter Verleihung des Verdienstordens der Preußischen Krone mit Schwertern in den Ruhestand, indem seine Mobilmachungsbestimmung unter Stellung à la suite des Grenadier-Regiments „König Friedrich Wilhelm IV.“ (1. Pommersches) Nr. 2 aufgehoben wurde.

### Familie
Goßler heiratete am 7. August 1878 in Berlin Klara Klaatsch (1857–1931). Sie war die Tochter des preußischen Geheimen Sanitätsrats August Hermann Martin Klaatsch (einem Urenkel des Berliner Arztes und Ehrenbürgers Ernst Ludwig Heim) und dessen Ehefrau Julie, geborene Schwendler. Aus der Ehe gingen vier Töchter hervor.

## Orden und Ehrenzeichen
- Pour le Mérite am 12. August 1916
- Großkreuz des Roten Adlerordens mit Eichenlaub am 18. Januar 1908
- Kronenorden I. Klasse
- Ritterkreuz I. Klasse des Ordens vom Zähringer Löwen
- Großkreuz des Ordens Heinrichs des Löwen
- Großkreuz mit Krone des Philipps-Ordens am 19. März 1910
- Ritterkreuz I. Klasse des Ludwigsordens
- Großkreuz des Albrechts-Ordens mit dem Stern in Gold und Schwertern am 15. Dezember 1915
- Großkreuz mit Schwertern des Herzoglich Sachsen-Ernestinischen Hausordens am 1. April 1915
- Komtur des Ordens der Württembergischen Krone
- Großkreuz des Ordens der Aufgehenden Sonne
- Großoffizierskreuz des Ordens des Heiligen Schatzes
- Großkomtur des Ordens der Krone von Italien
- Großkreuz des Franz-Joseph-Ordens
- Großoffizier des Sonnen- und Löwenordens am 31. Mai 1902
- Russischer Orden der Heiligen Anna II. Klasse

## Werke
- mit Julius von Verdy du Vernois: Studien über Truppenführung. 3 Teile, Mittler, Berlin 1889.
- Graf Albrecht v. Roon: Königlich Preußischer General-Feldmarschall. Mittler, Berlin 1903.
- mit Julius von Verdy du Vernois und William Gerlach: Study in the leading of troops. Hudson Press, 1906.
- Erinnerungen an den Großen Krieg dem VI. Reservekorps gewidmet. Korn, Breslau 1919.